# Videira
Videira es un municipio brasileño del estado de Santa Catarina. Tiene una población estimada al 2022 de 55 466 habitantes. Pertenece a la Región metropolitana de Contestado y el es municipio sede de la región inmediata homónima.

## Toponimia
Videira viene del portugués para Vid.

## Historia
La colonización de Videira comenzó en 1918, entonces conocida como Vila do Rio das Pedras. Con la llegada de inmigrantes italianos y alemanes, el territorio se dividió en Perdizes y Vitória.
Se creó el municipio en 1944 con el nombre de Videira, debido a que es el centro vinícola del estado Catarinense. La primera fiesta de la uva se celebró en 1942.
Videira es la cuna de la empresa de alimentos Perdigão, responsable del desarrollo de la ciudad y que luego en 2012 se fusionaría con Sadia para formar Brasil Foods.